# RWO Alzey
RWO Alzey (offiziell: Sportgemeinde Rot-Weiß Olympia Alzey e. V.) ist ein Sportverein aus Alzey. Die erste Fußballmannschaft spielte ein Jahr in der damals viertklassigen Oberliga Südwest.

## Geschichte
Der Verein wurde im Jahr 1910 als 1. Alzeyer FC Olympia gegründet. Dieser wurde mit dem Ende des Zweiten Weltkrieges verboten. Am 25. Januar 1946 wurde als Nachfolgeverein die SG Rot-Weiß Alzey gegründet. Die Vereinsfarben leiteten sich von der Spielkleidung ab, die von den Spielerfrauen aus Hakenkreuzfahnen und Bettlaken genäht wurde. 1955 spaltete sich ein neuer Verein mit dem Namen 1. Alzeyer FC Olympia ab, doch schon am 7. Februar 1956 fusionierten beide Clubs zum heutigen Verein.
Sportlich gehörten die Alzeyer 1952 zu den Gründungsmitgliedern der 2. Amateurliga Rheinhessen und feierten zwei Jahre später die Vizemeisterschaft hinter Alemannia Worms. Nach dem Abstieg im Jahre 1957 dauerte es bis 1966, ehe der Wiederaufstieg gelang. Im Jahre 1971 wurde RWO erneut Vizemeister, dieses Mal hinter der TSG Pfeddersheim. Es folgte eine sportliche Talfahrt, die 1979 mit dem Abstieg in die B-Klasse ihren Höhepunkt erreichte. 1988 kehrten die Alzeyer in die mittlerweile Bezirksliga Rheinhessen genannte Spielklasse zurück und qualifizierte sich ein Jahr später für die neu geschaffene Landesliga Ost.
1993 stieg RWO als Meister in die Verbandsliga Südwest auf und schaffte drei Jahre später den Sprung in die damals viertklassige Oberliga Südwest. Dort wurde die Mannschaft nur Vorletzter und stieg wieder ab, während der Verein nur durch einen strikten Sparkurs eine Insolvenz vermeiden konnte. Der direkte Wiederaufstieg wurde in der Relegation im Frühjahr 1998 verpasst und nach zwei Abstiegen in Folge war RWO 2004 in der Bezirksliga Rheinhessen angekommen. Diese konnte allerdings nach einer Spielzeit durch den direkten Wiederaufstieg verlassen werden.
In der Saison 2016/17 übernahm Alzey am 15. Spieltag die Tabellenführung und gab diese bis zum Ende der Saison nicht mehr ab. Der Verein spielte damit erstmals seit 2003 wieder in der Verbandsliga Südwest. Nach der Saison 2018/19 führte der Weg jedoch wieder zurück in die Landesliga.

## Persönlichkeiten
- Axel Brummer
- Tino Loechelt
- Ines Appelmann, DFB-Schiedsrichterin seit 2009 und seit 2011 in der Frauen-Bundesliga[1][2][3][4]